# Gianni Faresin

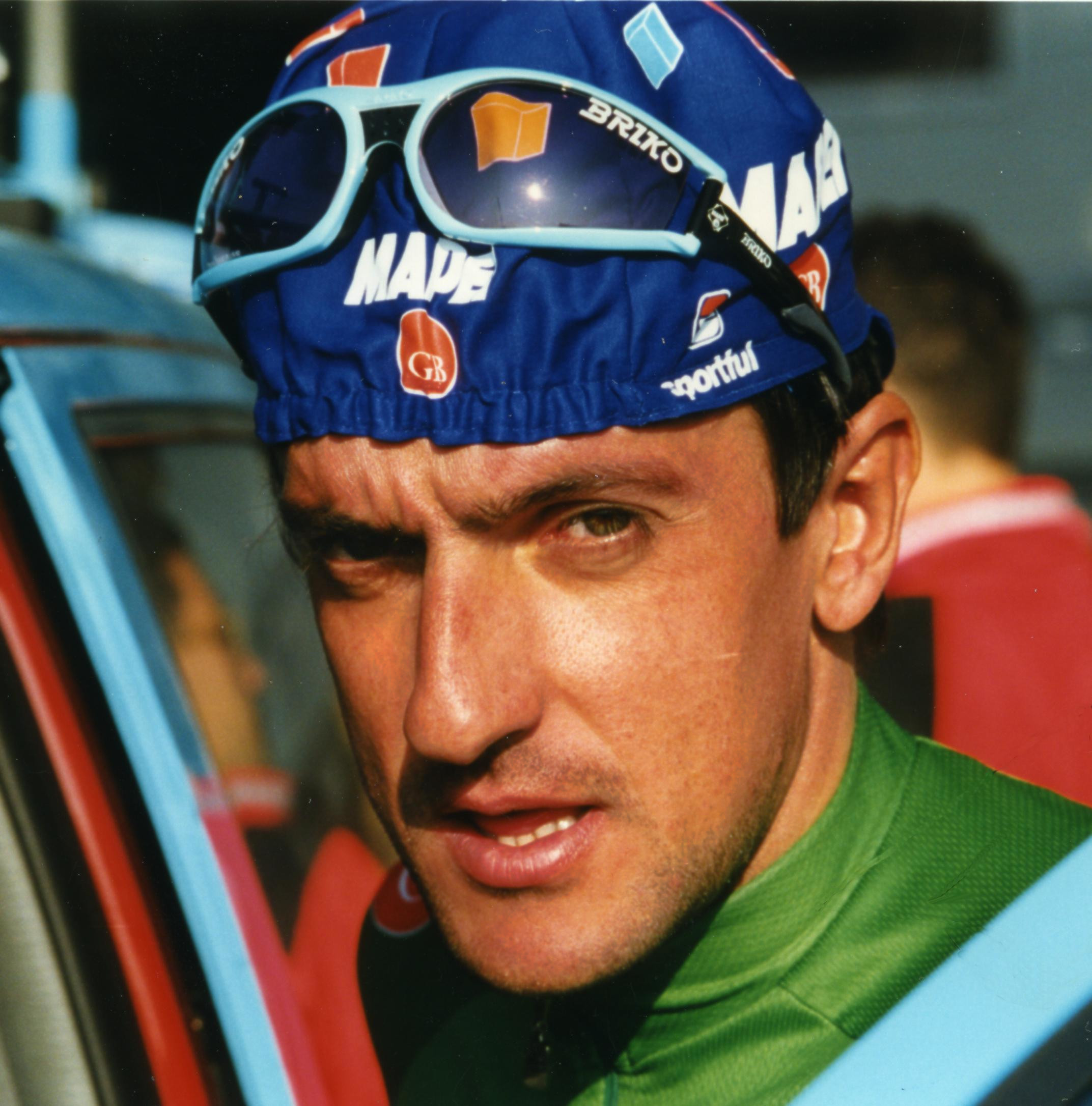
Gianni Faresin

Gianni Faresin (Marostica, 17 juli 1965) is een voormalig Italiaans wielrenner.
De in Marostica geboren Faresin werd beroepswielrenner in 1988 en was een specialist in de licht heuvelachtige eendaagse wedstrijden, al was hij meer helper dan kopman. Zijn belangrijkste overwinningen zijn de Ronde van Lombardije in 1995 en het kampioenschap van Italië twee jaar later. In 1993 werd hij tweede in de Clásica San Sebastián, net zoals in 1999 in Parijs-Tours. In 1998 werd hij zesde in de Ronde van Italië en een jaar later werd hij negende in de Ronde van Spanje. Zijn beste prestatie in de Ronde van Frankrijk was de elfde in 1993. In 2004 stopte Faresin met koersen.

## Overwinningen
1991
- G.P. Industria & Artigianato (Larciano)
- GP Città di Camaiore

1992
- G.P. Industria & Artigianato (Larciano)

1993
- 2e Clasica San Sebastian
- 11e Ronde van Frankrijk

1994
- G.P. van Cordignano
- 4e etappe Ronde van Trentino

1995
- Ronde van Lombardije
- 3e etappe Hofbrau Cup
- Eindklassement Hofbrau Cup

1996
- 3e etappe Ronde van Trentino
- 2e Ronde van Zwitserland

1997
- Italiaans kampioen op de weg, Elite
- G.P. Industria & Artigianato (Larciano)

1998
- 6e Ronde van Italië

1999
- 2e Parijs-Tours

2000
- Luk Cup (Brühl)

2001
- Trofeo Matteotti

## Resultaten in voornaamste wedstrijden
| Jaar | Ronde van Italië | Ronde van Frankrijk | Ronde van Spanje |
| ---- | ---------------- | ------------------- | ---------------- |
| 1988 | 50e              |                     |                  |
| 1989 |                  |                     | 50e              |
| 1990 | 44e              |                     |                  |
| 1991 | 17e              |                     |                  |
| 1992 | 13e              |                     |                  |
| 1993 | 23e              | 11e                 |                  |
| 1994 | 31e              | opgave              |                  |
| 1995 | 42e              |                     |                  |
| 1996 | 19e              |                     |                  |
| 1997 |                  |                     | 9e               |
| 1998 | 6e               |                     |                  |
| 1999 |                  | 23e                 | 25e              |
| 2000 |                  |                     | 20e              |
| 2001 | 19e              |                     |                  |
| 2002 | 21e              |                     |                  |
| 2003 | 17e              |                     |                  |
| 2004 | opgave           |                     |                  |

| Jaar | Milaan-San Remo | Ronde van Vlaanderen | Amstel Gold Race | Luik-Bast.‑Luik | Ronde van Lombardije | Waalse Pijl | Clásica San Sebastián |  | WK op de weg |
| ---- | --------------- | -------------------- | ---------------- | --------------- | -------------------- | ----------- | --------------------- |  | ------------ |
| 1988 |                 |                      |                  |                 | 32e                  |             |                       |  |              |
| 1999 |                 |                      |                  |                 |                      |             |                       |  |              |
| 1990 |                 |                      |                  |                 | 20e                  |             |                       |  |              |
| 1991 |                 |                      |                  |                 |                      |             |                       |  |              |
| 1992 | 160e            | 68e                  |                  | 32e             |                      |             |                       |  |              |
| 1993 |                 |                      |                  |                 | 21e                  |             | ↑                     |  | 30e          |
| 1994 |                 |                      |                  |                 | 15e                  |             | 14e                   |  | opgave       |
| 1995 |                 |                      |                  | 30e             | Goud                 | 26e         | 32e                   |  | opgave       |
| 1996 | 136e            |                      | 23e              |                 | 31e                  |             | 61e                   |  |              |
| 1997 |                 |                      |                  |                 | 29e                  | 25e         |                       |  | 46e          |
| 1998 |                 |                      |                  | 32e             |                      | 46e         |                       |  | 47e          |
| 1999 |                 |                      |                  | 36e             | 47e                  | 12e         | 16e                   |  | 30e          |
| 2000 |                 |                      |                  |                 | 21e                  |             | 29e                   |  | 28e          |
| 2001 |                 |                      |                  |                 | 39e                  |             | 21e                   |  | 34e          |
| 2002 | 56e             |                      | 76e              | 47e             |                      | 55e         | 34e                   |  |              |
| 2003 |                 |                      | 12e              | 14e             | 61e                  | 21e         | 80e                   |  |              |
| 2004 |                 |                      | opgave           | 34e             | opgave               | 81e         | 38e                   |  |              |

## Ploegen
- 1988 - Malvor-Bottecchia-Sidi
- 1989 - Malvor-Sidi
- 1990 - Malvor-Sidi
- 1991 - ZG Mobili-Bottecchia
- 1992 - ZG Mobili-Selle Italia
- 1993 - ZG Mobili
- 1994 - Lampre-Panaria
- 1995 - Lampre-Panaria
- 1996 - Panaria-Vinavil
- 1997 - Mapei-GB
- 1998 - Mapei-Bricobi
- 1999 - Mapei-Quick Step
- 2000 - Mapei-Quick Step
- 2001 - Liquigas-Pata
- 2002 - Team Gerolsteiner
- 2003 - Team Gerolsteiner
- 2004 - Team Gerolsteiner